# Pieter Anton Tiele
Pieter Anton Tiele (Leiden, 18 januari 1834 - Utrecht, 22 januari 1889)  -vooral bekend als P.A. Tiele - was een Nederlands bibliothecaris, antiquaar, editeur en historicus. Tiele was bibliothecaris van de Universiteitsbibliotheek Utrecht van 1879 tot 1889. Tiele schreef onder meer over de koloniale geschiedenis van Nederland en Portugal.

## Leven en werk
Pieter Tiele verloor als 12-jarige zijn moeder, een jaar later zijn vader, en werd opgevoed door zijn oom, de boekhandelaar en uitgever P.N. van Kampen. (De theoloog C.P. Tiele was zijn broer). Hij liep stage in het antiquariaat van Frederik Muller in Amsterdam en bij de boekhandel van Isaac Anne Nijhoff in Arnhem. In 1853 kreeg hij een baan bij de Stads- en Atheneumbibliotheek van Amsterdam, waar hij de catalogus samenstelde. Daarna werkte Tiele van 1858 tot 1866 weer in het antiquariaat bij Frederik Muller, en in 1866 werd hij conservator gedrukte werken bij de Universiteitsbibliotheek Leiden. Ook hier maakte hij een nieuwe bibliotheekcatalogus. In 1879 werd Tiele bibliothecaris van de Universiteitsbibliotheek Utrecht, waar hij niet alleen de catalogus vernieuwde, maar de bibliotheek ook meer wetenschappelijke inhoud en aanzien gaf.
Naast zijn werk als bibliothecaris gaf Tiele diverse tekstedities uit, en publiceerde hij tientallen  bibliografieën en studies, onder meer over de koloniale geschiedenis van Nederland en Portugal.

## Lidmaatschappen en eerbewijzen
- Lid van de Maatschappij der Nederlandse Letterkunde
- Membre correspondant de la Société des bibliophiles de Belgique
- Lid van het Koninklijk Zeeuwsch Genootschap der Wetenschappen
- Eredoctoraat van de Rijksuniversiteit Utrecht (1886)
- Naamgever van de Dr. P.A. Tiele-Stichting

## Publicaties over Tiele
- Martinus Nijhoff: 'Levensbericht van P.A. Tiele'. In: Jaarboek van de Maatschappij der Nederlandse Letterkunde, 1889
- U.J. Jinkes de Jong en A.P.W.M. Kosten (red.): Dr. Pieter Anton Tiele. Documentaire bijdrage tot een biografie. 's-Gravenhage, 1981.
- Jos Biemans: 'Op zoek naar P.A. Tiele'. In: De Boekenwereld, jrg. 29 (2012-2013), nr. 1, p. 78-79